# Vaqueras de Bayamón 2013
Questa voce raccoglie le informazioni riguardanti le Vaqueras de Bayamón nella stagione 2013.

## Stagione
La stagione 2013 vede le Vaqueras de Bayamón impegnate per la sedicesima volta nella LVSF. La squadra viene completamente rivoluzionata: oltre all'arrivo del tecnico Luis Aponte, le uniche tre giocatrici confermate rispetto alla stagione precedente sono Enimarie Fernández, Jennifer Quesada e Joan Santos; in entrata si registrano ben dieci nuovi elementi, tra i quali spiccano i nomi delle straniere Lauren Cook, Hannah Werth e Kelly Murphy, oltre che di Ania Ruiz e María Escoto tra le giocatrici locali; in uscita i nomi più importanti sono quelli del terzetto straniero Kelly Wing, Brianne Barker ed Erin Moore e delle portoricane Shalimarie Merlo e Wilnelia González.
La stagione regolare si apre il 25 gennaio con un successo in quattro set sulle Orientales de Humacao, seguito però da tre sconfitte consecutive; appena iniziato il campionato, inoltre, Millianett Mojica lascia la squadra. Il ritorno al successo arriva nel match casalingo contro le Gigantes de Carolina, ma per tutto il mese di febbraio le Vaqueras mantengono un rendimento altalenante, che frutta tre vittorie e quattro sconfitte; la squadra perde anche Hannah Werth per infortunio. Durante marzo continua il trend altalenante delle Vaqueras, che collezionano quattro vittorie ed altrettante sconfitte; a rinforzare la squadra però arrivano Tarah Murrey e Yeimily Mojica, quest'ultima in un cambio di palleggiatrici che porta Joan Santos a vestire la maglia delle Valencianas de Juncos. Dopo la sconfitta interna contro le Lancheras de Cataño, la regular season si chiude col netto successo esterno sulle Mets de Guaynabo.
Con 32 punti le Vaqueras si qualificano ai play-off centrando l'ottavo ed ultimo posto disponibile. Impegnate nel Girone A contro Lancheras de Cataño, vincitrici della stagione regolare, Indias de Mayagüez e Pinkin de Corozal, rispettivamente future campionesse e finaliste, le Vaqueras trovano il successo solo in gara 2 contro le Pinkin, perdendo i restanti incontri, che costano l'eliminazione dai play-off.
Tra le Vaqueras María Escoto viene premiata come miglior esordiente del campionato.

## Organigramma societario
Area direttiva
- Presidente: Peter Rivera

Area tecnica
- Allenatore: Luis Aponte

## Rosa
| N° | Nome               | Ruolo | Data di nascita   | Nazionalità sportiva |
| -- | ------------------ | ----- | ----------------- | -------------------- |
| 1  | Millianett Mojica  | S/O   | 11 dicembre 1983  | Porto Rico           |
| 2  | Lauren Cook        | P     | 11 febbraio 1991  | Stati Uniti          |
| 3  | Yeimily Mojica     | P     | 28 marzo 1990     | Porto Rico           |
| 4  | María Escoto       | L     | 23 marzo 1991     | Porto Rico           |
| 5  | Ania Ruiz          | S     | 7 novembre 1982   | Porto Rico           |
| 6  | Zuleika Negrón     | S     | 9 agosto 1989     | Porto Rico           |
| 7  | Tarah Murrey       | S     | 28 marzo 1990     | Stati Uniti          |
| 8  | Jennylee Martínez  | C     | 22 ottobre 1991   | Porto Rico           |
| 9  | Hannah Werth       | S     | 1º novembre 1990  | Stati Uniti          |
| 10 | Enimarie Fernández | C     | 25 febbraio 1988  | Porto Rico           |
| 11 | Jennifer Quesada   | S     | 22 febbraio 1992  | Porto Rico           |
| 12 | Kelly Murphy       | S/O   | 20 ottobre 1989   | Stati Uniti          |
| 13 | Yozually Ortíz     | S/O   | 21 gennaio 1991   | Porto Rico           |
| 14 | Joan Santos        | P     | 31 maggio 1991    | Porto Rico           |
| 15 | Aida Bauzá         | S     | 20 settembre 1989 | Porto Rico           |

## Mercato
| Acquisti | Acquisti          | Acquisti              | Acquisti   |
| R.       | Nome              | da                    | Modalità   |
| -------- | ----------------- | --------------------- | ---------- |
| S/O      | Millianett Mojica | Valencianas de Juncos | definitivo |
| P        | Lauren Cook       | Nebraska              | definitivo |
| L        | María Escoto      | Oklahoma              | definitivo |
| S        | Ania Ruiz         | Mets de Guaynabo      | definitivo |
| S        | Zuleika Negrón    | Coquiball             | definitivo |
| C        | Jennylee Martínez | Mets de Guaynabo      | definitivo |
| S        | Hannah Werth      | Nebraska              | definitivo |
| S/O      | Kelly Murphy      | Mets de Guaynabo      | definitivo |
| S/O      | Yozually Ortíz    | Pitirres de Guaynabo  | definitivo |
| S        | Aida Bauzá        | Gigantes de Carolina  | definitivo |
| P        | Yeimily Mojica    | Valencianas de Juncos | definitivo |
| S        | Tarah Murrey      | Cuatto Giaveno        | definitivo |

| Cessioni | Cessioni          | Cessioni              | Cessioni   |
| R.       | Nome              | a                     | Modalità   |
| -------- | ----------------- | --------------------- | ---------- |
| S        | Kelly Wing        | -                     | ritirata   |
| P        | Brianne Barker    | -                     | ritirata   |
| L        | Shalimarie Merlo  | Orientales de Humacao | definitivo |
| S/O      | Lorraine Avilés   | Orientales de Humacao | definitivo |
| C        | Viviana Pérez     | -                     | ritirata   |
| C        | Wilnelia González | Orientales de Humacao | definitivo |
| L        | Dalianliz Rosado  | -                     | ritirata   |
| S        | Erin Moore        | Valencianas de Juncos | definitivo |
| S/O      | Millianett Mojica | Mets de Guaynabo      | definitivo |
| S        | Hannah Werth      | -                     | inattiva   |
| P        | Joan Santos       | Valencianas de Juncos | definitivo |

## Risultati

### LVSF

#### Regular season
| 25 gennaio 2013 Complejo Deportivo Emilio Huyke, Humacao | Orientales de Humacao | 1 - 3 | Vaqueras de Bayamón   | 25-16, 24-26, 19-25, 25-27        |
| 30 gennaio 2013 Coliseo Rubén Rodríguez, Bayamón         | Vaqueras de Bayamón   | 1 - 3 | Pinkin de Corozal     | 15-25, 26-24, 20-25, 21-25        |
| 1 febbraio 2013 Coliseo Rafael Amalbert, Juncos          | Valencianas de Juncos | 3 - 2 | Vaqueras de Bayamón   | 25-21, 25-13, 25-15, 18-25, 15-13 |
| 3 febbraio 2013 Coliseo Rubén Rodríguez, Bayamón         | Vaqueras de Bayamón   | 1 - 3 | Lancheras de Cataño   | 18-25, 26-28, 25-23, 18-25        |
| 7 febbraio 2013 Coliseo Rubén Rodríguez, Bayamón         | Vaqueras de Bayamón   | 3 - 2 | Gigantes de Carolina  | 25-21, 25-20, 23-25, 21-25, 15-12 |
| 9 febbraio 2013 Coliseo Héctor Solá Bezares, Caguas      | Criollas de Caguas    | 3 - 0 | Vaqueras de Bayamón   | 25-23, 25-20, 27-25               |
| 15 febbraio 2013 Coliseo Salvador Dijols, Ponce          | Leonas de Ponce       | 0 - 3 | Vaqueras de Bayamón   | 22-25, 23-25, 13-25               |
| 17 febbraio 2013 Coliseo Mario Morales, Guaynabo         | Mets de Guaynabo      | 3 - 2 | Vaqueras de Bayamón   | 25-18, 25-18, 20-25, 15-25, 16-14 |
| 20 febbraio 2013 Coliseo Rubén Rodríguez, Bayamón        | Vaqueras de Bayamón   | 3 - 2 | Indias de Mayagüez    | 27-25, 24-26, 13-25, 25-20, 15-13 |
| 23 febbraio 2013 Coliseo Guillermo Angulo, Carolina      | Gigantes de Carolina  | 2 - 3 | Vaqueras de Bayamón   | 25-20, 26-28, 29-31, 25-20, 9-15  |
| 26 febbraio 2013 Coliseo Rubén Rodríguez, Bayamón        | Vaqueras de Bayamón   | 0 - 3 | Criollas de Caguas    | 22-25, 16-25, 22-25               |
| 28 febbraio 2013 Coliseo Rubén Rodríguez, Bayamón        | Vaqueras de Bayamón   | 1 - 3 | Orientales de Humacao | 22-25, 17-25, 25-19, 17-25        |
| 2 marzo 2013 Coliseo Rubén Rodríguez, Bayamón            | Vaqueras de Bayamón   | 3 - 1 | Mets de Guaynabo      | 16-25, 27-25, 25-23, 25-23        |
| 8 marzo 2013 Coliseo Carmen Zoraida Figueroa, Corozal    | Pinkin de Corozal     | 3 - 0 | Vaqueras de Bayamón   | 25-19, 25-16, 25-16               |
| 10 marzo 2013 Coliseo Rubén Rodríguez, Bayamón           | Vaqueras de Bayamón   | 3 - 0 | Valencianas de Juncos | 25-13, 25-22, 25-20               |
| 12 marzo 2013 Coliseo Cosme Beitia Sálamo, Cataño        | Lancheras de Cataño   | 1 - 3 | Vaqueras de Bayamón   | 26-24, 24-26, 21-25, 20-25        |
| 15 marzo 2013 Coliseo Rubén Rodríguez, Bayamón           | Vaqueras de Bayamón   | 3 - 1 | Leonas de Ponce       | 25-16, 25-20, 21-25, 27-25        |
| 17 marzo 2013 Palacio de Recreación y Deportes, Mayagüez | Indias de Mayagüez    | 3 - 2 | Vaqueras de Bayamón   | 28-26, 23-25, 17-25, 25-11, 15-13 |
| 26 marzo 2013 Coliseo Rubén Rodríguez, Bayamón           | Vaqueras de Bayamón   | 1 - 3 | Pinkin de Corozal     | 25-19, 21-25, 26-28, 16-25        |
| 30 marzo 2013 Coliseo Guillermo Angulo, Carolina         | Gigantes de Carolina  | 3 - 0 | Vaqueras de Bayamón   | 25-17, 25-18, 25-15               |
| 1 aprile 2013 Coliseo Rubén Rodríguez, Bayamón           | Vaqueras de Bayamón   | 2 - 3 | Lancheras de Cataño   | 25-22, 21-25, 25-21, 23-25, 13-15 |
| 3 aprile 2013 Coliseo Mario Morales, Guaynabo            | Mets de Guaynabo      | 0 - 3 | Vaqueras de Bayamón   | 19-25, 22-25, 22-25               |

#### Play-off
| Quarti di finale (gara 1) - 7 aprile 2013 Coliseo Cosme Beitia Sálamo, Cataño         | Lancheras de Cataño | 3 - 1 | Vaqueras de Bayamón | 20-25, 25-15, 25-22, 25-16        |
| Quarti di finale (gara 2) - 9 aprile 2013 Coliseo Rubén Rodríguez, Bayamón            | Vaqueras de Bayamón | 3 - 1 | Pinkin de Corozal   | 24-26, 25-17, 25-23, 25-22        |
| Quarti di finale (gara 3) - 11 aprile 2013 Coliseo Rubén Rodríguez, Bayamón           | Vaqueras de Bayamón | 2 - 3 | Indias de Mayagüez  | 23-25, 21-25, 20-25, 19-25, 14-16 |
| Quarti di finale (gara 4) - 13 aprile 2013 Coliseo Carmen Zoraida Figueroa, Corozal   | Pinkin de Corozal   | 3 - 0 | Vaqueras de Bayamón | 25-8, 25-17, 26-24                |
| Quarti di finale (gara 5) - 15 aprile 2013 Coliseo Rubén Rodríguez, Bayamón           | Vaqueras de Bayamón | 0 - 3 | Lancheras de Cataño | 19-25, 24-26, 15-25               |
| Quarti di finale (gara 6) - 17 aprile 2013 Palacio de Recreación y Deportes, Mayagüez | Indias de Mayagüez  | 3 - 0 | Vaqueras de Bayamón | 25-21, 25-16, 25-21               |

## Statistiche

### Statistiche di squadra
| Competizione | Punti | In casa | In casa | In casa | In trasferta | In trasferta | In trasferta | Totale | Totale | Totale |
| Competizione | Punti | G       | V       | P       | G            | V            | P            | G      | V      | P      |
| ------------ | ----- | ------- | ------- | ------- | ------------ | ------------ | ------------ | ------ | ------ | ------ |
| LVSF         | 32    | 14      | 6       | 8       | 14           | 5            | 9            | 28     | 11     | 17     |
| Totale       | -     | 14      | 6       | 8       | 14           | 5            | 9            | 28     | 11     | 17     |

G = partite giocate; V = partite vinte; P = partite perse